# Елисеев, Дмитрий Михайлович
Дмитрий Михайлович Елисеев (род. 25 сентября 1992, Санкт-Петербург) — российский самбист, чемпион и призёр чемпионатов России и мира, чемпион Европы, бронзовый призёр летней Универсиады 2013 года в Казани, Заслуженный мастер спорта России. В 2015 году был студентом пятого курса Университета имени Лесгафта.

## Спортивные результаты
- Чемпионат России по самбо 2012 года — ;
- Чемпионат России по самбо 2013 года — ;
- Чемпионат России по самбо 2014 года — ;
- Чемпионат России по самбо 2015 года — ;
- Чемпионат России по самбо 2016 года — ;
- Чемпионат России по самбо 2017 года — ;
- Чемпионат России по самбо 2018 года — ;
- Чемпионат России по самбо 2019 года — ;
- Чемпионат России по самбо 2022 года — ;
- Чемпионат России по самбо 2023 года — ;